# Torre Horadada
La torre vigía de la Horadada (en valenciano, Torre Foradada) es una atalaya defensiva del siglo XVI en la Torre de la Horadada, pedanía de Pilar de la Horadada en la provincia de Alicante (Comunidad Valenciana, España). Como otras torres costeras levantinas, fue construida durante el reinado de Felipe II para avistar ataques berberiscos. Es Bien de Interés Cultural con registro ministerial número RI-51-0009150 de 28 de noviembre de 1995.

## Historia
Levantada sobre una torre anterior, acabó de construirse en 1591 por el ingeniero Cristóbal Antonelli. Durante el reinado de Felipe II se proyectó un sistema de atalayas costeras que defendieran el litoral del Levante español ante las incursiones de piratas berberiscos. De este modo, la torre Horadada marcó el límite sur del antiguo Reino de Valencia y también sirvió como punto de defensa del río Seco y del mar Menor. En 1588, cuando se acercó a la costa una galeota corsaria, la Horadada dio aviso a la torre de la Encañizada; episodio similar sucedió en 1657, cuando dos galeotas entraron por la cercana punta del Gato y capturaron a decenas de habitantes. Alrededor del edificio se formó un poblado marinero y se consolidó el núcleo poblacional de Pilar de la Horadada —como atestigua la construcción en 1616 de la ermita del Sagrado Corazón—, que se convirtió en residencia de verano para familias de Orihuela, Murcia y la Vega Baja del Segura.
En 1787 contaba con dos torreros y un atajador, en tanto que en 1850 su propiedad pasó del Cuerpo de Ingenieros al de Carabineros.En 1870 se encontraba en estado de abandono, pese a presentar un edificio adosado con estancias para el oficial, los carabineros y almacenes. Aunque durante un tiempo volvió a utilizarse para el telégrafo óptico, finalmente fue vendida en subasta pública al Conde de Roche en el siglo XIX, casa que aún tiene su titularidad.

## Características

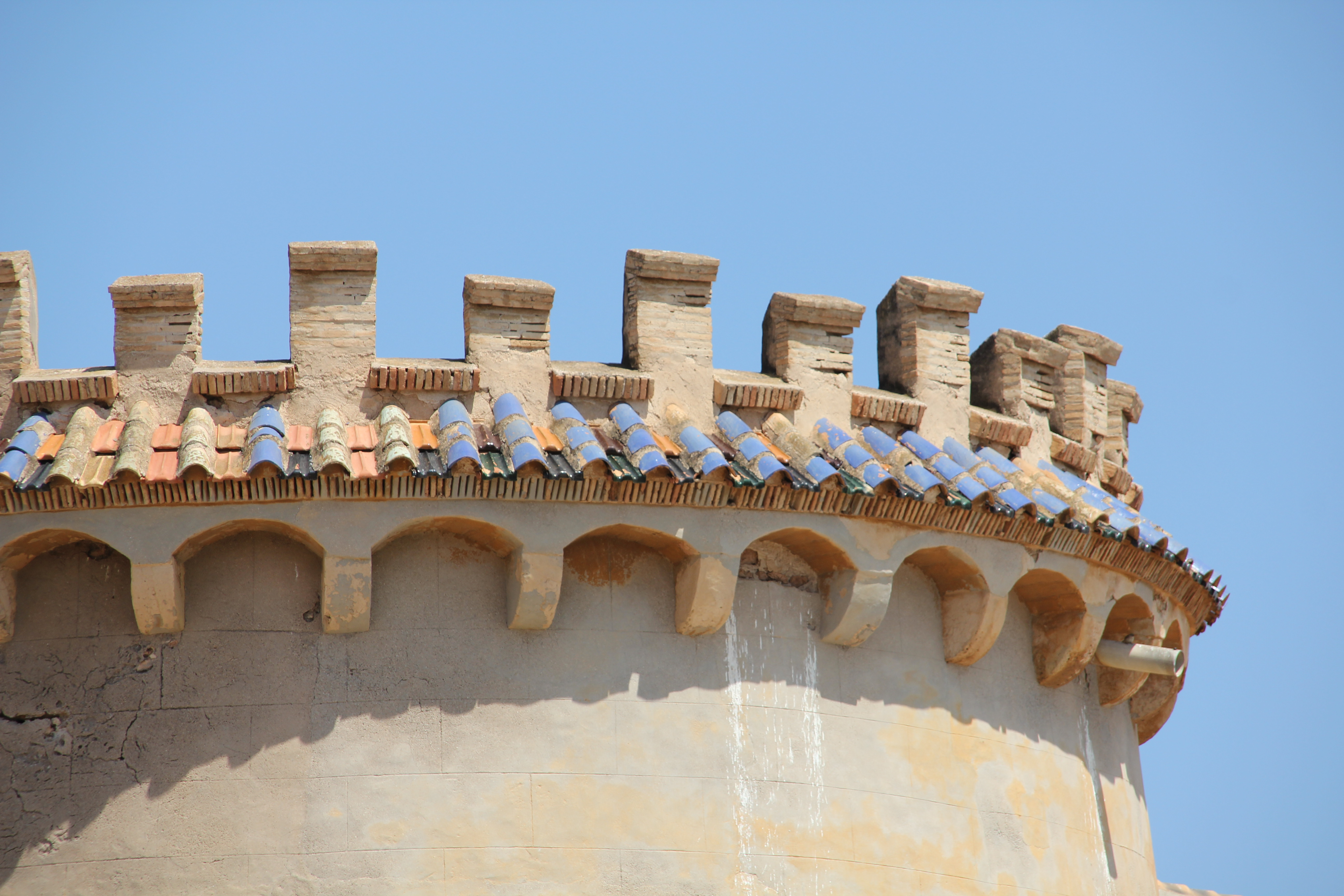
Detalle de las almenas

Se encuentra entre las playas del Puerto y del Conde, a nueve metros del nivel del mar sobre la punta Horadada, saliente rocoso que le da su nombre; otra versión apunta que este proviene de la disposición de los pisos del edificio, conectados por un agujero central. Se trata de una torre en mampostería de base troncocónica de un diámetro de unos 15 m, con un revestimiento enlucido y almenada, con varias ventanas y tres pisos, con los que se aproxima a los 20 m de altura. Se accede al interior desde la vivienda particular a la que está adosada. Su interior de diseño intrincado fue proyectado para dificultar su conquista a los posibles asaltantes.
Para su defensa, se tiene constancia de que en 1787 contaba con una culebrina de bronce y un cañón de hierro. Desde 1905 se encuentra adosada a una vivienda particular. Ha pasado por modificaciones que le han configurado su aspecto actual con grandes ventanas y el escudo nobiliario de los condes de Roche, mientras que han desaparecido aspilleras, troneras, matacanes y el acceso original desde la mitad del cuerpo de la construcción.